# 広島電鉄750形電車
- 大阪市交通局1601形電車 > 広島電鉄750形電車
- 大阪市交通局1651形電車 > 広島電鉄750形電車
- 大阪市交通局1801形電車 > 広島電鉄750形電車

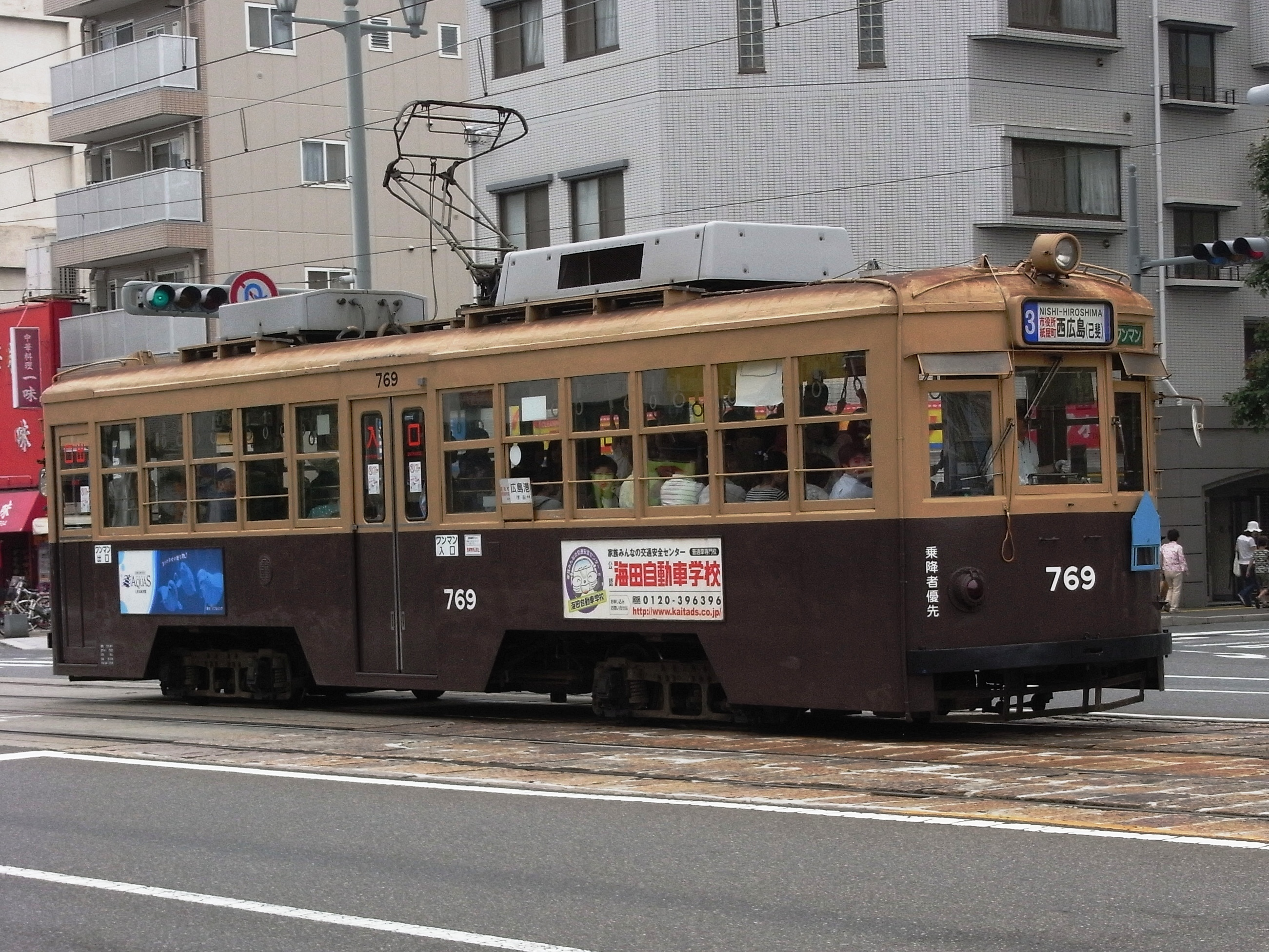
元1801形
769号は宮崎県串間市に譲渡

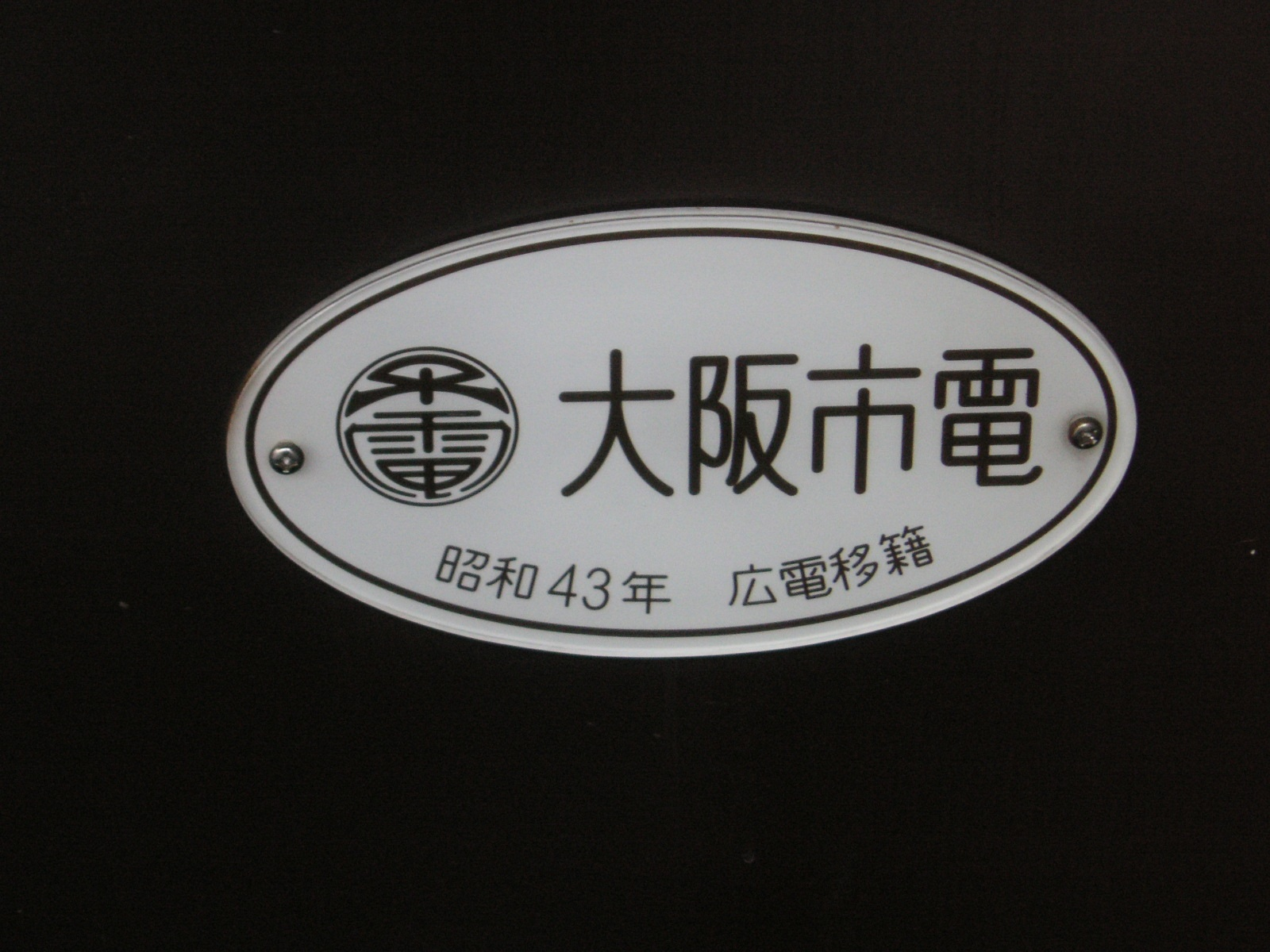
元1801形
大阪市電からの移籍車を示すプレート

広島電鉄750形電車（ひろしまでんてつ750かたでんしゃ）は、1965年に登場した広島電鉄の路面電車である。

## 概要
1960年代当時の広島電鉄市内線は、150形や400形をはじめとする、戦前から活躍する4輪単車が大量に使用されていた。本形式は、輸送力の小さいこれら単車を置き換え、大幅な輸送力増強を図るために導入されたものである。広島電鉄では、これら旧駅大阪市電の13m級車両3形式を導入する際、1601形（1600形と呼ばれることもある）1651形（1650形と呼ばれることもある）1801形（1800形と呼ばれることもある）をすべて750形として統合し、形式順に連番とした。なお、車齢の古い元1601形は、一足先に廃車され、しばらく留置されていた車両も解体され、現存していない。
元1651形と元1802形の外観の違いは少ないが、前ドアが折り戸だった1651形と、引き戸だった1801形の違いから、前ドア回りの処理が微妙に異なる。また、使用されている台車が元1651形はブリル、元1801形は大阪市電型になっている。高経年車両であるものの大型車として重宝されていたが、老朽化の進行で2010年代に廃車が進み、現役で営業運転しているものは元1651形の762号のみである。
導入当時は広電標準色のクリームとグリーンであったが、その後旧神戸市電や旧大阪市電2601形（900形）導入の際、経費節減から塗り替えずに使用されたことが、観光客等に電車博物館と呼ばれて好評を博す結果となり、本形式も大阪市電色のクリームと茶色（ただし実際の大阪市電色は、上半が淡いピンク、下半がインディアンレッドである）に戻されている。つまり実質的に広電が“動く電車博物館”の異名を持つに至ったルーツといえる車輌である。
なお、廃車された一部車両のモーターや機器は、700形へ流用された。
2023年1月にシングルアームパンダグラフに交換された。

### 元1601形
1928年から1929年にかけて製造された。ウィンドウシル、ヘッダー、1段下降窓を持つ古めかしい形態が特徴である。広電には14両譲渡され、そのうちの10両が751-760となった。老朽化や、700形に機器を提供するために廃車となるなどした結果、本グループは現存しないが、花電車用に改造された1両が貨50形になって残っている。また、広電に譲渡された元1601形の残り4両は2500形2511-2514号に改装された。

### 元1651形
1940年に散水車を種車として、木南車輌で製造された。広電には4両が譲渡され761-764号になった。現在は762号のみが在籍している。大きな窓を持つ均整の取れた車体で、1701形や1711形などや、車体長がやや短い2001形などの原型となり、また戦時中の路面電車向け標準車体とされたことから、他地区でも同型車が製造された。650型も、車体長は異なるが形態的な共通点は多く、兄弟分に当るといえる。
形態のルーツは米国Pacific・Electricのハリウッドカーこと600クラス辺りにあると思われ（現車がロサンゼルス近郊の博物館に保存されている他、映画“ロジャー・ラビット”にレプリカが登場する）、アメリカンスタイルを日本風に消化したデザインといえる。
折り戸の引き戸化は、広島電鉄への譲渡後しばらく経ってから実施された。

### 元1801形
1950年に製造された。広電には8両が譲渡され765-772号になった。元1651形グループとは、扉上部に小Rがないこと、台車が大阪市電形であることが識別点である。
766号は、1982年に廃車された際、テレビドラマ『西部警察 PART-II』の日本全国縦断ロケにあたって、広電宮島駅（現・広電宮島口駅）構内で爆破シーンの撮影に使用された。路面電車の乗客と運転士を人質にとっての電車ジャックの後、テロリストが電車に仕掛けた爆弾が爆発するというストーリーであった。撮影に先駆けて755号と車番を交換している。撮影の時は766号は登録上は755号だった。
772号は、2015年7月にミャンマーの鉄道電化計画に伴い3000形電車2編成（3005・3006号）と共に同国鉄道省に譲渡された。
768号は、後述のイベント車両に改造された。

詳細部の画像
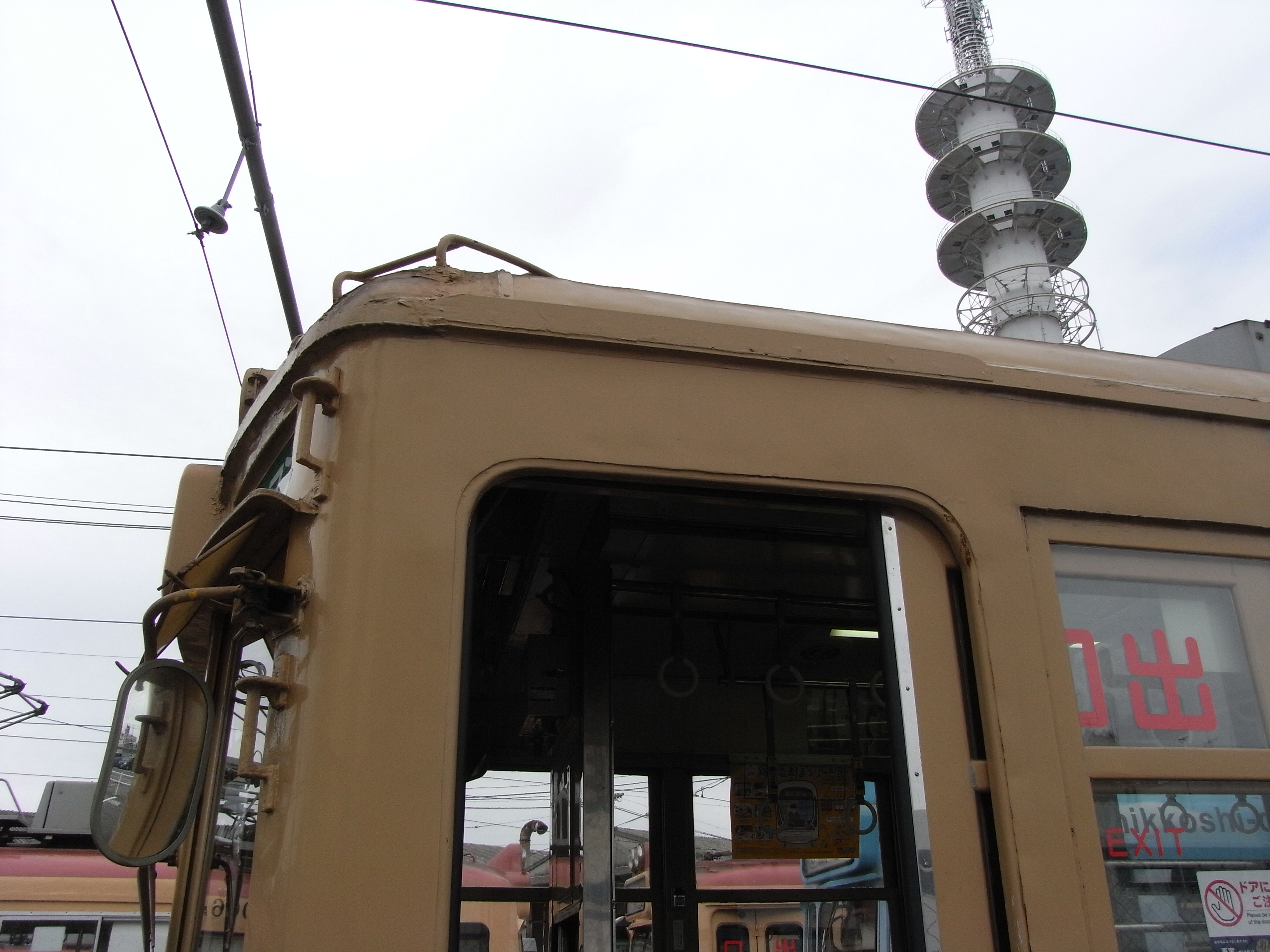
ドアの処理 762（旧1651形）
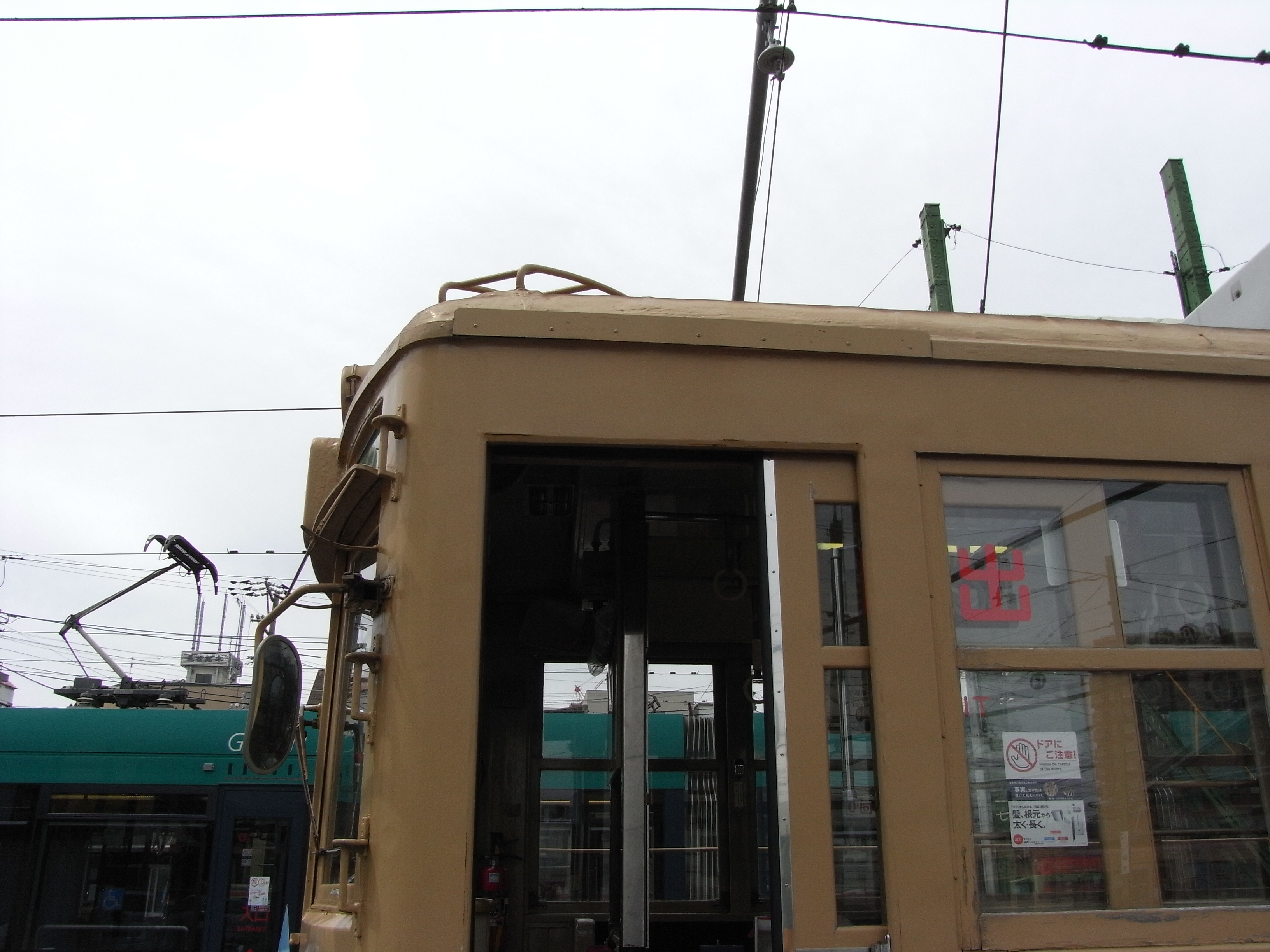
ドアの処理 768（旧1801形）
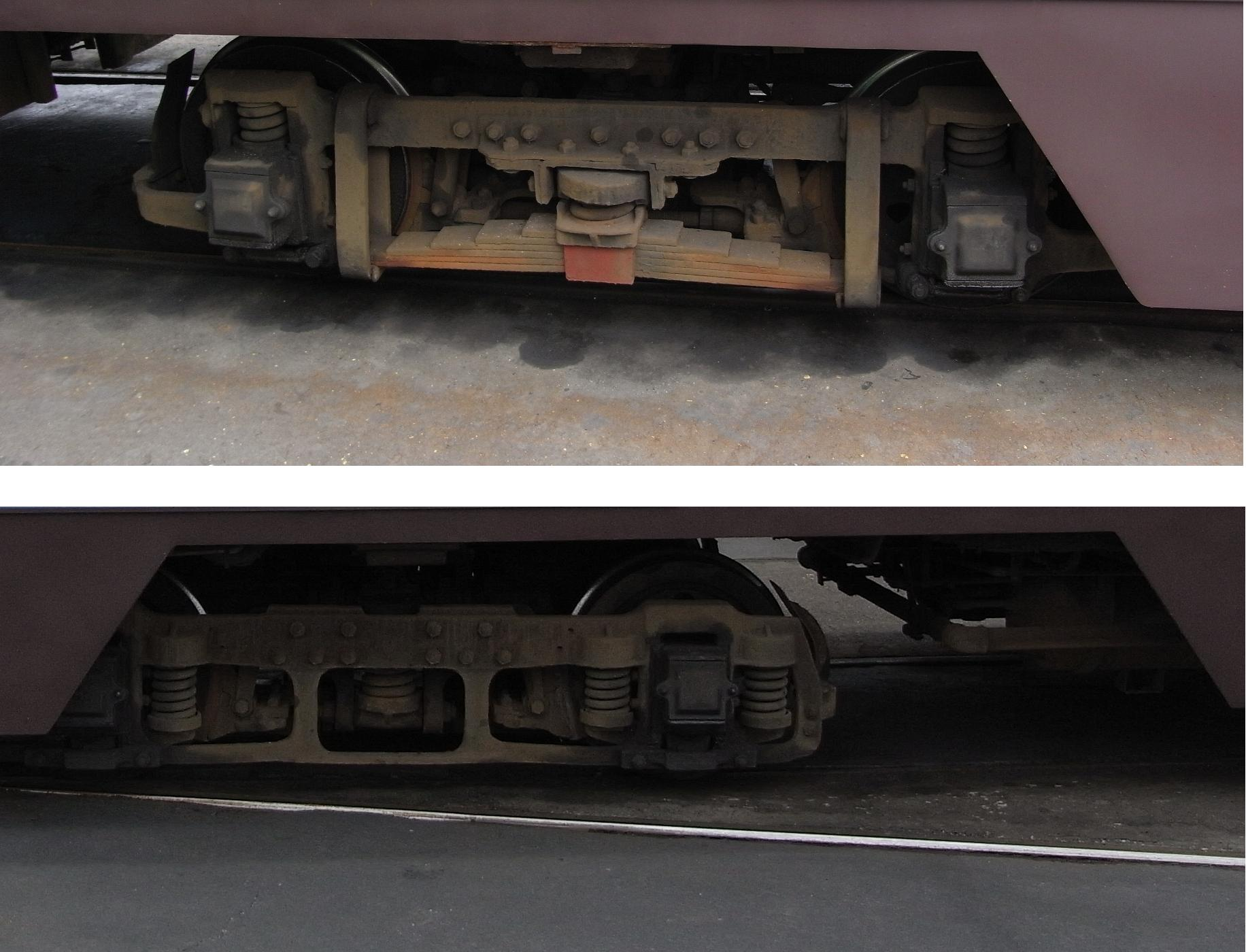
台車 上：762（旧1651形） 下：768（旧1801形）

### イベント電車「TRAIN ROUGE」

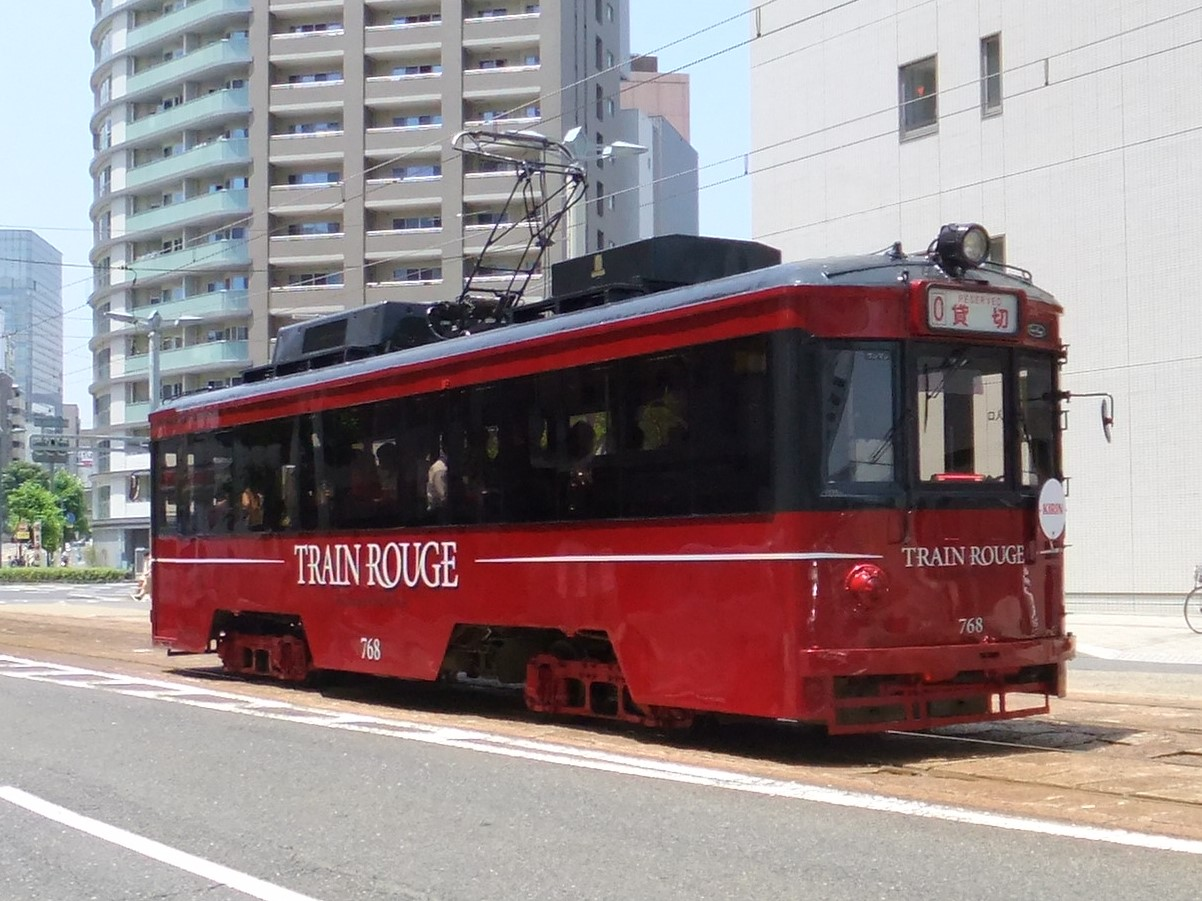
768号 TRAIN ROUGE
（2016年7月）

2016年6月に、768号をイベント電車「TRAIN ROUGE（トランルージュ、フランス語で「赤い電車」）」に改造し、路面電車まつりにおいて披露された。
外部デザイナーを一切通さず、メーカー（大阪車輌工業）と協議を重ねたうえで製作。
車内はテーブル席26席と、ビールサーバー（走行時の揺れに対応した、スワン形のドラフトタワー）、冷蔵庫、映像・音響機器を設置。
2016年7月1日からビアガーデン電車として運行開始。同年の広島東洋カープのセントラル・リーグ優勝記念列車にも使用された。

## 各車状況
車両番号に(I)(II)と付記されているものは同じ番号を付けた初代および2代目の車両。

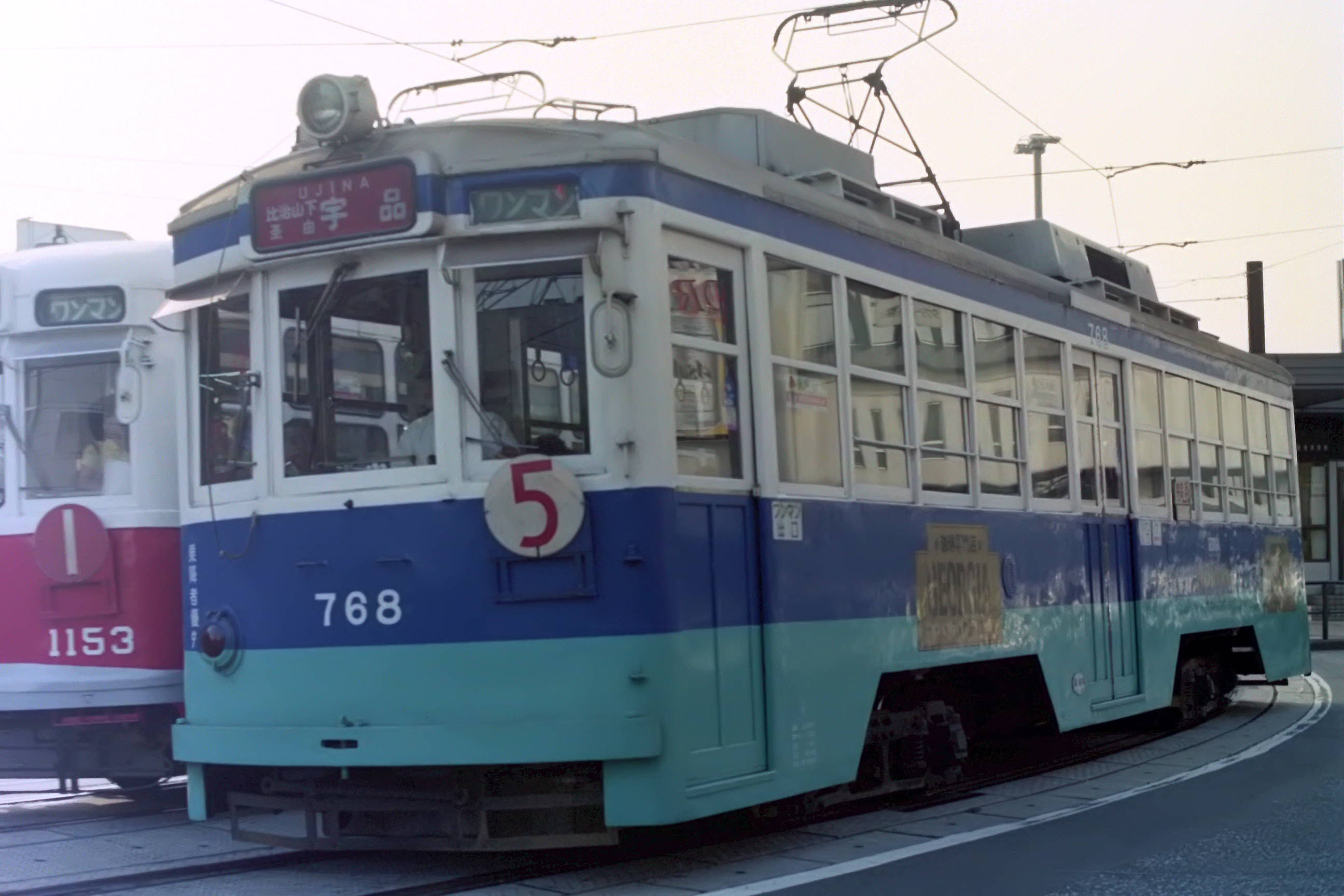
768(1996年 広島駅前)

| 車番（大阪市電時代） | 所属           | 備考 |
| -------------------- | -------------- | --- |
| 751（1613）          | 1982年7月廃車  | |
| 752(I)（1616）       | 1987年1月廃車  | 753(II)に改番 |
| 753(I)（1619）       | 1981年11月廃車 | 752(II)に改番 |
| 754（1623）          | 1982年7月廃車  | |
| 755(I)（1632）       | 1987年1月廃車  | 766(II)に改番 |
| 756（1634）          | 1979年4月廃車  | |
| 757（1635）          | 1979年7月廃車  | |
| 758（1637）          | 1979年ごろ改造 | →詳細は「 広島電鉄貨50形電車 」を参照                                                                                              |
| 759（1643）          | 1980年ごろ改造 | →詳細は「 広島電鉄貨50形電車 」を参照                                                                                              |
| 760(I)（1645）       | 1985年8月廃車  | 765(II)に改番 |
| 761（1651）          | 2014年2月廃車  | |
| 762（1652）          | 千田車庫所属   | 唯一の現役車 大阪大空襲 被災車両 2023年ごろパンタグラフがシングルアームに交換 2025年6月、駅前大橋ルート高架部の試運転1番列車に使用 |
| 763（1653）          | 2014年2月廃車  | |
| 764(I)（1654）       | 1987年1月廃車  | 770(II)に改番 |
| 765(I)（1832）       | 1999年5月廃車  | 760(II)に改番 |
| 766(I)（1825）       | 1982年7月廃車  | 755(II)に改番 ドラマ『西部警察 PART-II』第18話の劇中で爆破され、後に解体。 撮影時はにしき堂号帯広告車                              |
| 767（1826）          | 1998年3月廃車  | |
| 768（1827）          | 2016年6月改造  | イベント電車「TRAIN ROUGE」 |
| 769（1828）          | 2015年5月廃車  | くしままちづくり協議会（宮崎県串間市）に譲渡                                                                                       |
| 770(I)（1829）       | 1984年2月廃車  | 764(II)に改番 |
| 771（1830）          | 1998年3月廃車  | |
| 772（1831）          | 2015年7月廃車  | ミャンマーへ譲渡 |